# Holly Frazier
Holly Hatcher-Frazier (* 11. Mai 1970 in Pittsburgh, Pennsylvania) ist eine US-amerikanische Reality-TV-Teilnehmerin, Schauspielerin, Autorin und Influencerin.

## Leben
Frazier wurde am 11. Mai 1970 in Pittsburgh geboren. Sie erwarb ihren Doktorgrad an der University of Pennsylvania und studierte afrikanischen Tanz und afrikanische Musik. Seit 1996 ist sie mit Evan Frazier Sr. verheiratet. Die beiden sind Eltern von drei Kindern, darunter die Schauspielerin Nia Sioux.
Einem breiten Publikum wurde Frazier ab 2011 durch die Reality-Fernsehserie Dance Moms bekannt. Sie gehörte zur Original-Besetzung und trat bis einschließlich 2017 in 195 Episoden in Erscheinung. Daneben war sie in den dazugehörigen Fernsehspezialsendungen Dance Moms: Most Outrageous Moments und Dance Moms Christmas Special sowie im Ableger Dance Moms Funniest Fights, in denen sie von 2019 bis 2020 zu sehen war. 2013 erschien ihr Buch Moments of Clarity: Daily Affirmations from Dr. Holly.
2016 erhielt sie in der Fernsehserie JoJo’s Juice und 2018 in Reich und schön Episodenrollen. 2019 spielte sie in der Rolle der Dr. Hayes im Spielfilm Die Weihnachtskönigin – (K)ein Like zum Fest mit. Außerdem war sie in mehreren Musikvideos zu sehen.
Seit ihrer Zeit bei Dance Moms ist sie in den sozialen Medien als Influencerin aktiv. So hat sie etwa bei Instagram über 2 Mio. Follower.

## Filmografie (Auswahl)
- 2016: JoJo’s Juice (Fernsehserie, Episode 2x03)
- 2018: Reich und schön (The Bold and the Beautiful, Fernsehserie, Episode 1x7948)
- 2019: Die Weihnachtskönigin – (K)ein Like zum Fest (A Beauty & the Beast Christmas)

### Musikvideos
- 2014: Todrick Hall: Freaks Like Me
- 2015: Nia Sioux: Slay
- 2016: Todrick Hall Feat. Abby Lee Dance Company: Dance

## Werke
- Moments of Clarity: Daily Affirmations from Dr. Holly, Books Unplugged, Amherst 2013, ISBN 9780615930435